# Benoît Mollard
Benoît Mollard, italianizzato in Benedetto Mollard (Yenne, 23 gennaio 1800 – Parigi, 25 luglio 1864), è stato un politico francese.

## Biografia
Fu Deputato del Regno di Sardegna per quattro legislature, eletto nel collegio di La Motte Servolex.